# 悬空寺
39°39′57″N 113°42′18″E / 39.66583°N 113.70500°E
悬空寺，位于中国山西省大同市浑源县，是一座儒释道三教合一的寺庙。该寺始建于北魏年间，现存建筑均为明清时期重建。整座寺庙建于翠峰山的半山腰上，依靠27根木梁支撑全部寺庙主要建筑，远看形如悬在半空，故名悬空寺。整座寺庙共有40间房屋，为木质框架式结构，主体建筑之间由走廊和栈道相连。1982年，悬空寺被列为全国重点文物保护单位。

## 历史

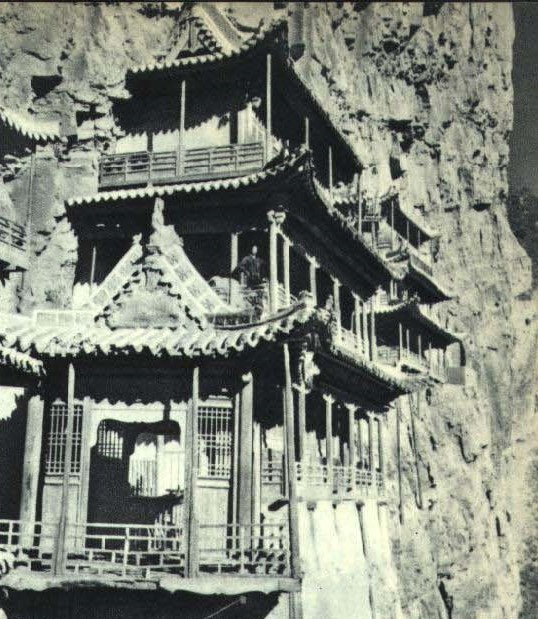
1963年的悬空寺

悬空寺的创建历史有不同说法。一种称该寺始建于北魏太和十五年（491年），是由北魏孝文帝拓跋宏下令建造的，原意是将天师道长寇谦之的天师道场迁移至此:20。悬空寺建成时原名为玄空阁，后因为“悬”和“玄”谐音，以及寺庙建在了悬崖的半山腰处，遂被称为悬空寺。另一说法称北魏道武帝拓跋圭在天兴元年（398年）攻克北燕后，从中山北归平城，发兵万人凿开恒岭，通直到五百余里，此处为始基。宋朝杨业镇守三关，也屯兵于此。还有传说称悬空寺为南宋时所建，却没有确凿证据佐证。
在金代之前，悬空寺已经成为了儒释道三教合一的寺庙，将孔子、老子、释迦牟尼三位合供于寺院的最高处。该寺庙于金朝、明朝、以及清朝同治年间均有重修，现存建筑大多为明清时期重建。

## 结构
悬空寺位于山西省大同市浑源县境内的翠屏山半山腰的内凹处，寺内最高处距离谷底90余米。寺庙的正上方的山体被开凿出一条天沟，用以避免更高处的山体出现落石砸到寺体。在整座寺庙的底部共埋有27根木质横梁，直径约为50厘米，这些木梁均曾被桐油浸泡，其中一端依靠榫卯结构固定在山体之中，另有一部分承接寺庙主体建筑，并从主体建筑下伸出1米左右以承接栈道部分，此外寺底还有十几根立式木柱，但这些木柱本身并不作为主要承重结构。整座寺庙依山体沿南北方向坐西朝东布局，总计152.5平方米，共计有40间房间，整体结构均为木质框架式。山门紧靠崖壁，右侧建有长10米左右的红色石墙。进入山门后不远处为主殿，其殿基全用条石砌成，大约长20米，高10余米，共分上下两层，下层原来为和尚食宿的禅房和念经的殿堂，上层分别为是三佛殿、太乙殿和关帝庙。主殿两侧均有配殿，南侧为伽蓝殿、送子观音殿，北侧为地藏王菩萨殿、千手观音殿。主殿底层南北两侧各有一个正方形的耳洞，从北耳洞再往北向上可以到达2座高约10余米的三层九脊的飞楼。2座飞楼均为卷檐歇山式屋顶，楼体以插梁依托，外侧由几根长十几米高的木柱支撑，一面紧贴崖壁，其余三面悬空，每一层外均向外伸有回廊。各楼内有狭窄的木板楼梯可供上下同行，楼梯的踏板铁被钉成莲花图案。两楼之间以2条栈道相连，宽度仅能容纳一人通过，其中上层栈道为木板铺成，连接两楼的第三层；而下层栈道直接在崖壁上开凿，连接两楼的底层。两座飞楼当中，南楼自下而上分别为纯阳宫、三官殿和雷音殿；北楼自下而上分别为四佛殿、三圣殿和三教殿，其中三教殿同时供奉有释迦牟尼、孔子和老子。:37:118-120

## 保护
1957年，山西省人民政府将悬空寺列为山西省文物保护单位。1978年时，悬空寺曾被大修，在这次大修中维修人员更换了寺下的几根主要承重横梁，并由此重新发现了悬空寺悬空的榫卯结构:120。1982年，悬空寺被列为全国重点文物保护单位。1990年，國家文物局撥專款對懸空寺進行大規模加固和維修。1991年，恆山文物管理所組織專人依現存於华严寺的清代拓片原跡，將相傳為唐代詩人李白所書的「壯觀」二字重新鐫刻在寺下峭壁上。2001年，山西恒山管理委员会为保护悬空寺出台专门规定，同时游览悬空寺的游客不得多于80人。2013年，有媒体爆料称在悬空寺所在山体出现了偷挖煤矿的现象，偷挖点距离悬空寺直线距离不足1公里，浑源县政府在媒体报道后紧急采取措施，取缔了该处偷挖点。2015年10月1日，悬空寺因山体落石砸中鼓楼上的吻兽，影响到了游客安全而被暂时关闭，重开时间未定。同年11月7日，国家文物局投资300万元重修寺顶天沟，清除其中已经填入的落石。2016年4月，悬空寺的相关修缮工作正式完成，当月30日重新对外开放。

## 图片
- 摩崖石刻“公输天巧”
- 全國重點文物保護單位牌
- 塑像